# Гжегож Шиманович
Гжегож Шиманович (пол. Grzegorz Szymonowicz) (2 січня 1898, Korowicach — 25 вересня 1980, Торонто) — румунський адвокат, чилійський дипломат, польський активіст в Чернівцях, віце-мер Чернівців (з 1931 року).

## Біографія
Закінчив школу в Чернівцях. Проходив службу в австрійській армії, брав участь у Першій світовій війні (воював в Італії). У 1922 році отримав ступінь доктора юридичних наук в Чернівецькому університеті. Був польським активістом на Буковині, префектом Бурси ім. Адам Міцкевича і головою польського академії «Ognisko». У 1924 році заснував Товариство молодих поляків у Чернівцях. Він практикував як адвокат, надав юридичну консультацію для представників національних меншин. Очолював польське просвітницьке товариство. У 1927 році він створив польсько-американську газету «Голос Польщі». У 1925 році він був обраний до міської ради Чернівців, і за шість років став віце-мером Чернівців.

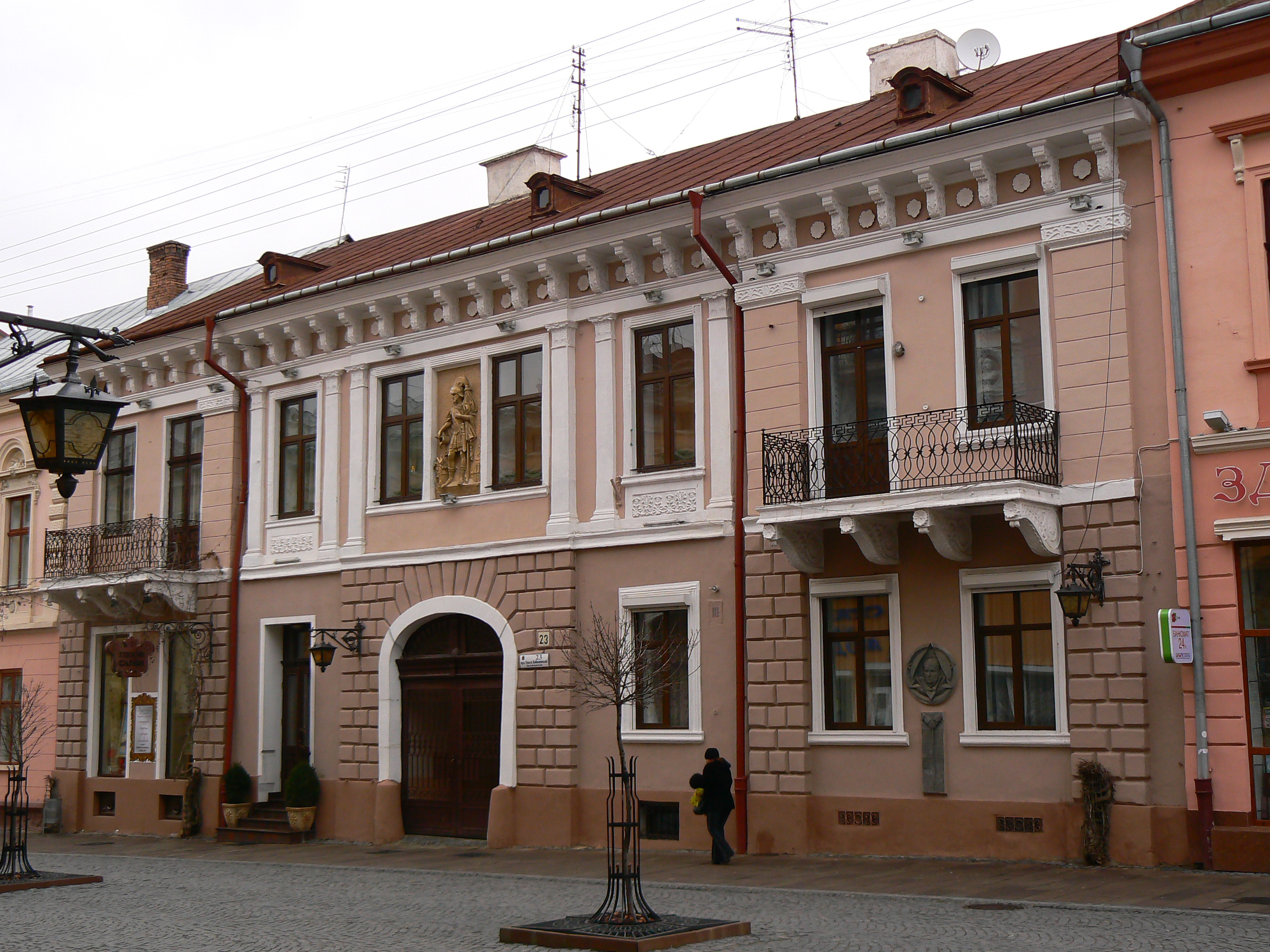
Будинок № 23 по вулиці Ольги Кобилянської в Чернівцях, де знаходилась юридична контора адвоката Гжегожа Шимоновича, в якому він жив, разом із дружиною та сином.

Коли Чилійське посольство в Румунії відкрило своє консульське відділення у Чернівцях, очолив його. У 1939 році після окупації Польщі, багато євреїв переїхали до Чернівців, але після окупації Буковини, гоніння на євреїв продовжилися. Гжегож Шиманович протягом 1939–1940 років, видавав приреченим на смерть людям чилійські паспорта і допомагав емігрувати за кордон. Відомі випадки, коли консул рятував людей, які уже знаходилися у вагонах для відправки до таборів для знищення. Завдяки Шимановичу, близько 800 польських євреїв були буквально вирвані із рук нацистів.
Окупаційна влада настояла на відставці Шимановича і ліквідації консульства. Емігрував до Канади разом із сім'єю. У 1978 році він ненадовго відвідав Польщу. Помер в Торонто 25 вересня 1980 року.